# 吉姆·威廉斯
吉姆·威廉斯（英語：Jim Williams，1968年12月8日—），澳大利亚男子橄榄球运动员。他曾代表澳大利亚七人制国家队参加1998年英联邦运动会七人制橄榄球比赛，获得一枚铜牌。